# 伍德塞德公園
伍德塞德公園（Woodside Park）是倫敦郊外的一個地區，位於巴尼特區，附近有伍德塞德公園站。這一地區有眾多維多利亞和愛德華時期的建築，其中許多現在已經改建為公寓。伍德塞德公園還有一個猶太會堂和一個猶太人學校。